# イベリア航空602便墜落事故
イベリア航空602便墜落事故は、1972年1月7日にスペインで発生した航空事故である。バレンシア空港からイビサ空港へ向かっていたイベリア航空602便（シュド SE-210 カラベル VI-R）が最終進入中に滑走路手前の山に墜落し、乗員乗客104人全員が死亡した。この事故は当時、カラベルで発生した事故としては最悪のものであり、スペインで発生した航空事故としても2番目に死者数の多い事故だった。

## 事故機
事故機のシュド SE-210 カラベル VI-Rは1963年に製造番号163として製造され、同年6月25日に初飛行を行った。イベリア航空に納入されたのは7月9日で、当初はTomas Luiz de Victoriaという愛称がつけられていたが、その後Maestro Victoriaに変更された。

## 事故の経緯
602便はバレンシア空港からイビサ空港へ向かう国内定期旅客便だった。機長は37歳の男性で総飛行時間は7,000時間程だった。搭乗していたのは6人の乗員と98人の乗客で、乗客のほとんどは年末年始をバレンシアへ帰省し、イビサへ帰る労働者だった。また、乗客にはアメリカ人とドイツ人が1人ずつ含まれていた。
602便がサン・ジュゼブ・ダ・サ・タラヤ付近の海岸を通過中、14,000フィート (4,300 m)を通過したと報告した。しかし、この時の実際の高度は12,000フィート (3,700 m)だった。パイロットは現地時間12時15分頃、機長はイビサ空港の管制官と交信し、5,500フィート (1,700 m)までの降下許可を求めた。管制官によれば、このとき機長は「ビールを用意してくれ、私たちはここにいる（Get me a beer ready, we are here）」と言った。
滑走路07へ進入中、機体は2,000フィート (610 m)以下まで降下していた。しかし、機長と副操縦士は管制官とサッカーの試合について話し込んでおり、危険なほど機体が降下していることに気づかなかった。602便は標高1,515フィート (462 m)のアタラヤサ山に激突し、機体は2つに分断された。機体前方部は山の反対側の斜面に滑り落ちた。機影がレーダーから消えたとき、管制官は墜落地点を海上だと誤解した。そのため捜索活動は海上を中心に行われた。しかし、地元住民の1人が霧のなか山へ降下していく602便を目撃していた。捜索隊が現場へ到着したが、生存者は居なかった。

## 事故原因
事故原因はパイロットが有視界飛行での着陸進入中に最低降下高度を遵守しなかったことだとされた。

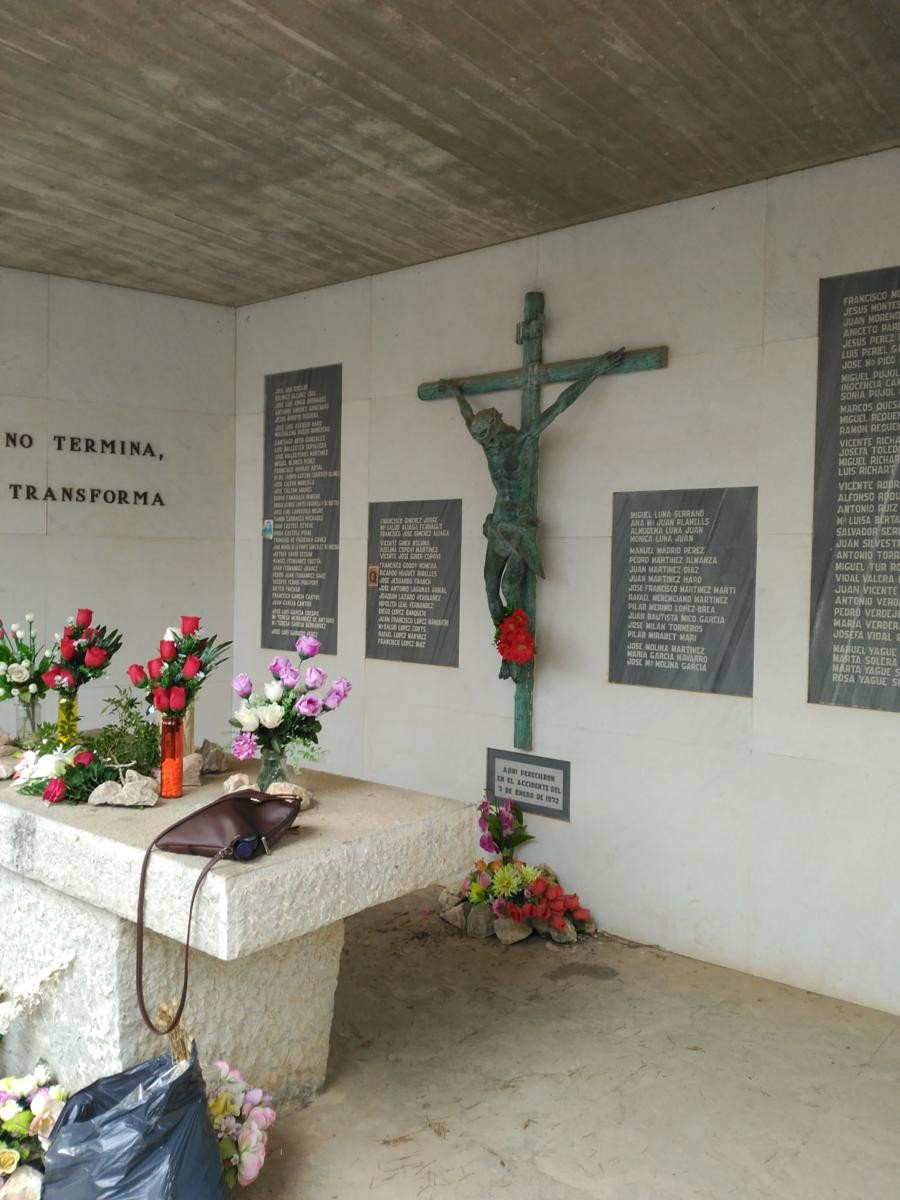
追悼碑

事故後、アタラヤサ山付近のSes Roques Altesに追悼碑が建てられた。